# USB Umweltservice Bochum

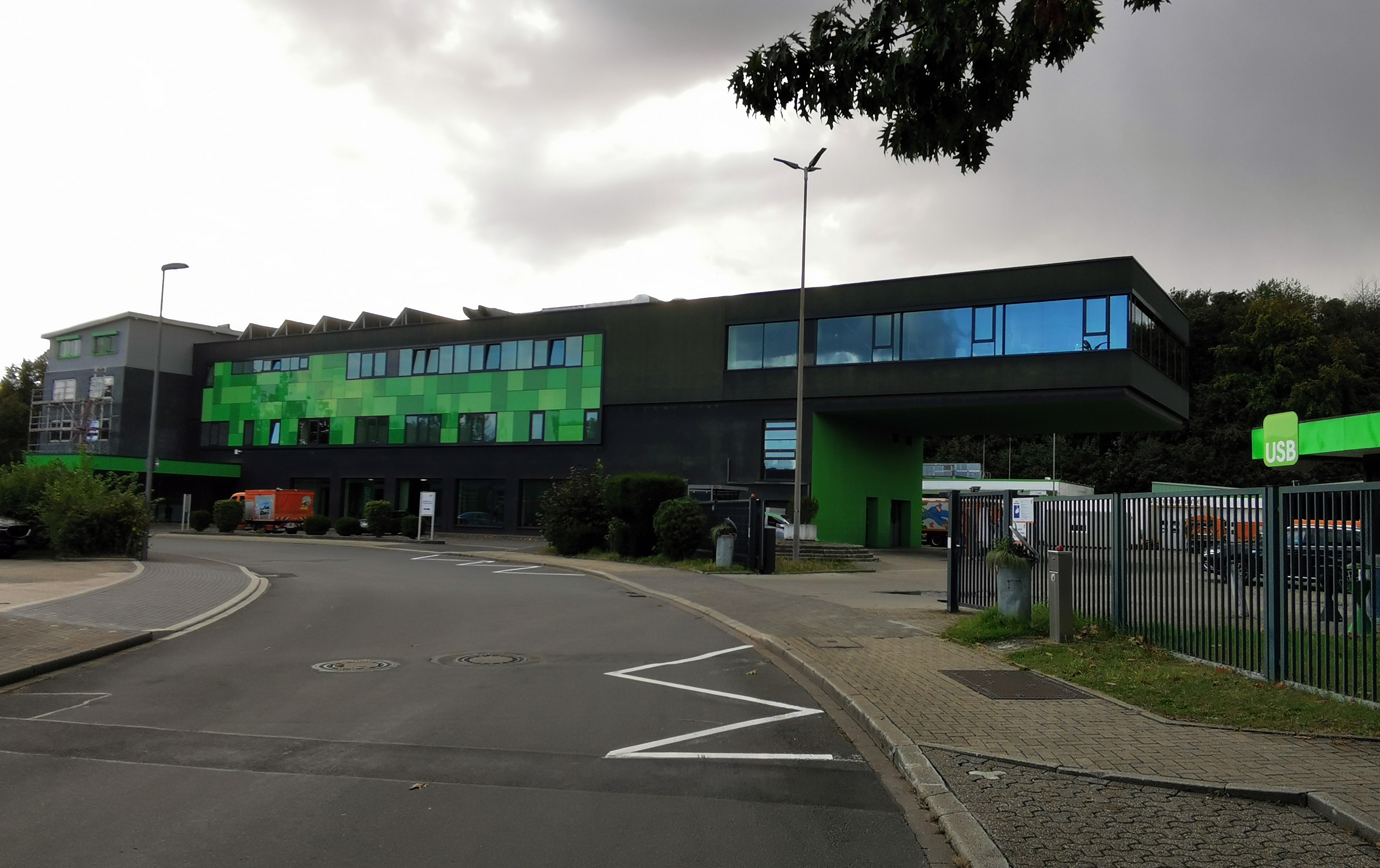
Verwaltung an der Hanielstraße, Laer

Die USB Bochum GmbH ist ein kommunales Unternehmen der Abfall- und Entsorgungswirtschaft in der nordrhein-westfälischen Stadt Bochum. Sie ging 1995 als Umweltservice Bochum GmbH aus dem städtischen Eigenbetrieb ASB hervor, welcher wiederum aus den städtischen Fuhrparkbetrieben SFB entstanden war.
Das Unternehmen wurde zum 1. Juli 2013 neu strukturiert. Die kommunalen Aufgaben übernahm die USB Bochum GmbH. Hierzu gehören insbesondere die Abfallentsorgung und Stadtreinigung entsprechend der jeweiligen Satzung. Die USB Service GmbH kümmert sich um das Privatgeschäft. Aufgabenbereiche sind der Containerdienst und das Aufbereitungszentrum „EKOCityCenter“ für Gewerbeabfälle und Sperrmüll.
Die USB-Tochtergesellschaft RAU GmbH hat eine kombinierte Wertstofftonne in Bochum eingeführt. Seit dem 1. Januar 2011 können die Bürger in der Wertstofftonne zusätzlich zu den bisherigen Leichtverpackungen weitere Gegenstände aus Kunststoff und Metall sammeln.
Die USB Service GmbH und die USB Bochum GmbH sind jeweils zu 100 % Tochterunternehmen der Stadtwerke Bochum Holding GmbH. Diese Holding gehört zu 5 % direkt der Stadt Bochum und zu 95 % der Holding für Versorgung und Verkehr Bochum GmbH. Die Holding für Versorgung und Verkehr Bochum GmbH gehört ihrerseits zu 1 % direkt der Stadt Bochum und zu 99 % dem Konzern ewmr Energie- und Wasserversorgung Mittleres Ruhrgebiet GmbH, der den Städten Bochum, Herne und Witten gehört.
Die Hauptaufgaben der USB bestehen aus:
- Hausmüllsammlung
- Altpapiersammlung
- Altglassammlung
- Betrieb von sieben Wertstoffhöfen
- Betrieb einer mechanischen Aufbereitungsanlage (EKOCity-Center)
- Stadtreinigung
- Winterdienst

An der Zentralmülldeponie Kornharpen, einer der wenigen Zentralmülldeponien in Deutschland, wird zusammen mit den Stadtwerken Bochum das Deponiegas-Blockheizkraftwerk Kornharpen betrieben.
Die Abfallverwertung und -beseitigung erfolgt über den Zweckverband EKOCity, dem neben der USB auch die AWG Wuppertal, die AGR sowie die Städte Bochum, Wuppertal, Herne, Remscheid, der Kreis Recklinghausen und der Ennepe-Ruhr-Kreis angehören.